# 馬爾伊夫卡 (多布羅韋利奇基夫卡區)
48°23′49″N 31°11′45″E / 48.39694°N 31.19583°E
馬爾伊夫卡（烏克蘭語：Мар'ївка），是烏克蘭中部的村莊，隸屬基洛夫格勒州的新烏克蘭卡區。該村面積0.54平方公里，海拔高度164米，2001年人口186，人口密度每平方公里344.4人。